# Inro
Inro (印籠 (Ấn Lung))  là chiếc hộp truyền thống của Nhật Bản dùng để đựng các vật nhỏ, được treo trên obi thắt quanh eo khi mặc kimono . Chúng thường được trang trí bằng nhiều chất liệu khác nhau như sơn mài cùng các kỹ thuật trang trí khác như maki-e, do đó, Inro được xem là món đồ có tính trang trí cao hơn những đồ dùng sơn mài khác của Nhật Bản .  

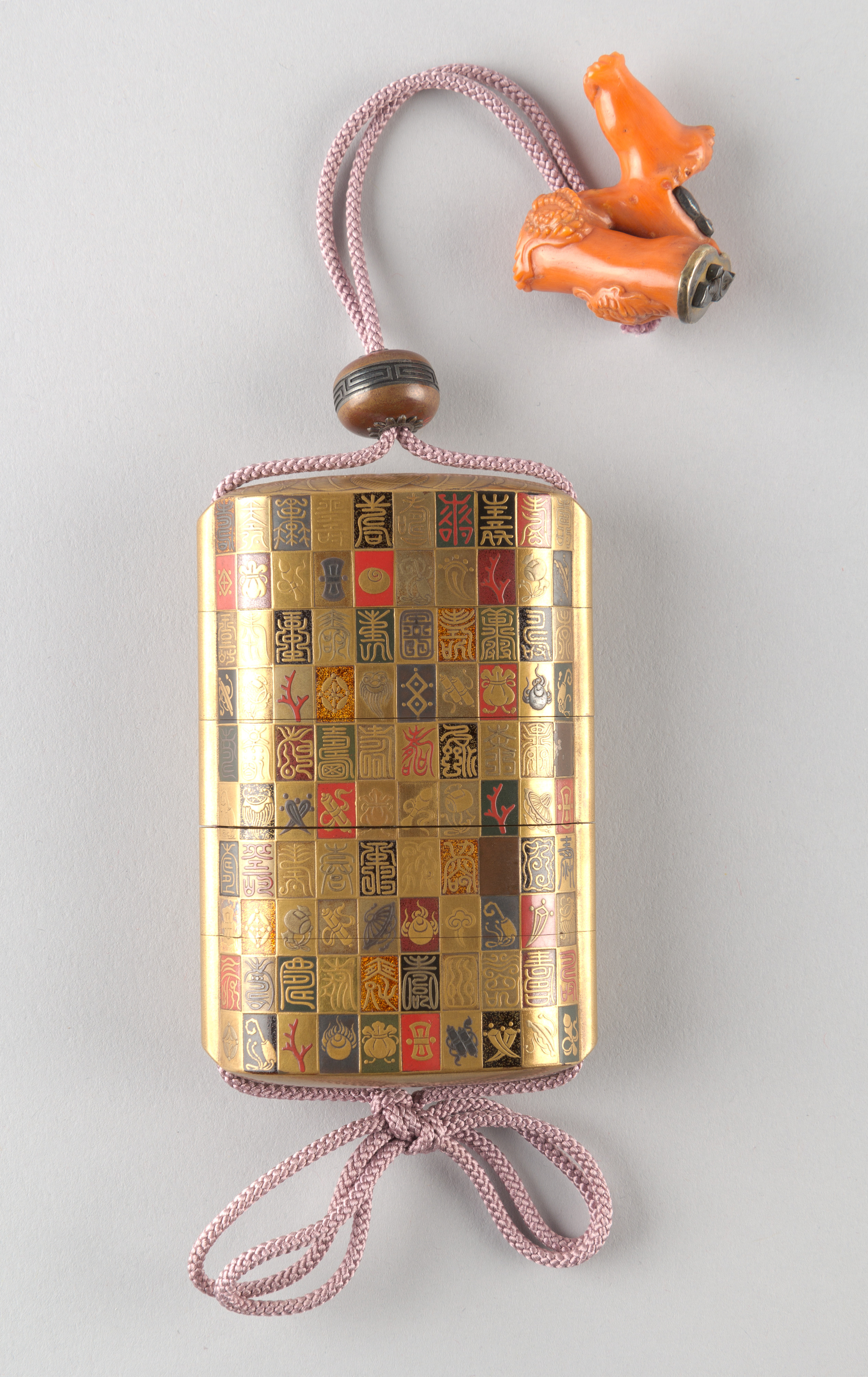
Inro với các ký tự biểu thị lời chúc thọ và may mắn và "Bảy báu vật may mắn" trên nền bàn cờ, thời Edo, thế kỷ 18, Bảo tàng Nghệ thuật Metropolitan

Vì trang phục truyền thống của Nhật Bản không có túi, nên khi muốn mang theo đồ vật nào đó bên mình, người mặc thường đựng chúng trong hộp đựng được gọi là sagemono (một vật treo gắn vào khăn thắt lưng) và treo lên obi . Hầu hết sagemono được tạo ra để đựng các vật chuyên dụng như thuốc lá, tẩu, bút và mực, nhưng vào thời kỳ Chiến Quốc (1467–1615) người ta đã phát minh ra loại inro thích hợp để mang theo những vật nhỏ với mục đích nhận dạng và dùng làm hộp đựng thuốc khi đi đường dài.  
Đến giữa thời kỳ Edo (1603–1868), inro trở nên phổ biến như một phụ kiện dành cho nam giới, và các thương nhân giàu có thuộc tầng lớp chōnin và samurai đã sưu tầm các inro được trang trí đẹp mắt bằng sơn mài.  Từ cuối thời Edo cho đến thời kỳ Minh Trị (1868–1912), kỹ thuật trang trí trở nên phát triển, giá trị nghệ thuật của inro theo đó cũng tăng lên và không còn được sử dụng như một phụ kiện như trước. Thay vào đó, chúng được coi như là một đối tượng nghệ thuật dành cho giới sưu tầm.  
Thuật ngữ inro là sự kết hợp của chữ kanji: in (印 (ấn)) , mang nghĩa là con dấu hoặc tem, và rō (籠 (Lung)) , có nghĩa là cái giỏ.

## Mô tả
Cấu tạo của Inro bao gồm các hộp nhỏ lồng vào nhau, công dụng phổ biến nhất của nó là dùng để đựng thuốc. Các chồng hộp được liên kết với nhau bằng một sợi dây được đan theo chiều chạy dọc xuống một bên, dưới đáy và lên phía đối diện. Các đầu của dây được cố định vào một netsuke, một loại dây buộc được luồn qua giữa thắt lưng và quần, sau đó sẽ được móc vào phần trên của thắt lưng để treo inro . Một hạt ojime được thêm vào sợi dây nối giữa inro và netsuke để liên kết các hộp lại với nhau. Hạt này được trượt xuống hai dây treo lên trên cùng của inro để giữ các ngăn xếp lại với nhau khi inro bị mòn, và trượt lên netsuke khi các hộp cần được tháo dỡ để lấy các thứ bên trong ra ngoài .
Hầu hết các Inro đều được làm từ giấy, gỗ, kim loại và ngà voi, với chất liệu phổ biến nhất là giấy. Giấy dùng để làm inro là loại giấy washi nhiều lớp được cuộn lại và làm cứng bằng phương pháp sơn mài; giấy là nguyên liệu Inro được dùng nhiều nhất, vì những Inro sẽ không bị hỏng hay bị nứt theo thời gian như loại Inro làm từ gỗ.
Ngày nay, có rất nhiều inro được sưu tầm và trưng bày tại Bảo tàng Mỹ thuật Metropolitan, Bảo tàng Anh và Bảo tàng Victoria và Albert. Vì inro rất phổ biến trong giới sưu tầm ở nước ngoài, nên có rất ít inro có chất lượng cao được chế tác từ cuối thời kỳ Edo đến thời kỳ Minh Trị còn tồn tại ở Nhật Bản, nhưng Masayuki Murata đã tích cực sưu tầm nó trong thế kỉ 21, và hiện tại, chúng đã được trưng bày tại Bảo tàng Kiyomizu Sannenzaka do chính Murata quản lý; đây cũng là ngôi nhà chung của rất nhiều inro được chế tác kỳ công.
Hiện nay, có rất ít thợ thủ công có thể làm inro. Kỹ thuật sơn mài tuyệt kĩ được phát triển từ cuối thời kỳ Edo đến thời kỳ Minh Trị, đặc biệt là kỹ thuật làm inro, hầu hết đã bị thất truyền trong thời kỳ Tây hóa của Nhật Bản. Tuy nhiên, vào năm 1985, một thợ thủ công sơn mài tên là Tatsuo Kitamura (北村辰夫) đã thành lập studio riêng tên là "Unryuan" (雲龍庵) và đã thành công trong việc hồi sinh kỹ thuật sơn mài từ xa xưa. Các tác phẩm sơn mài của ông đã được trưng bày tại Bảo tàng Victoria và Albert, và Bảo tàng Nghệ thuật đương đại Thế kỉ 21 tại Kanazawa, sau này đã trở thành món đồ sưu tập của giới nhà giàu trên khắp thế giới. Ngày nay, inro rất hiếm khi được dùng làm vật trang trí cho Kimono. nhưng có rất nhiều người sưu tầm nó trên khắp thế giới.

## Thư viện hình ảnh

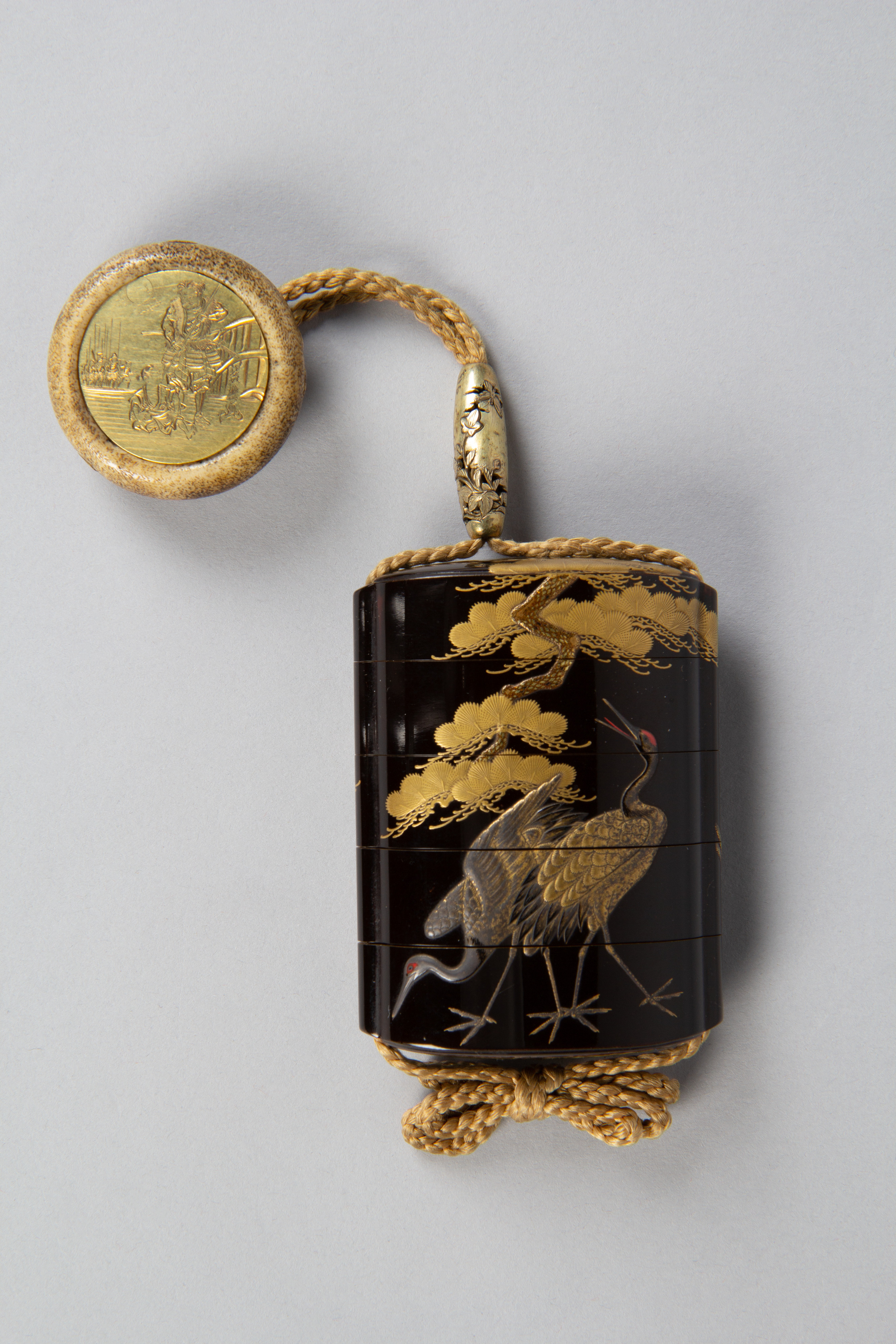
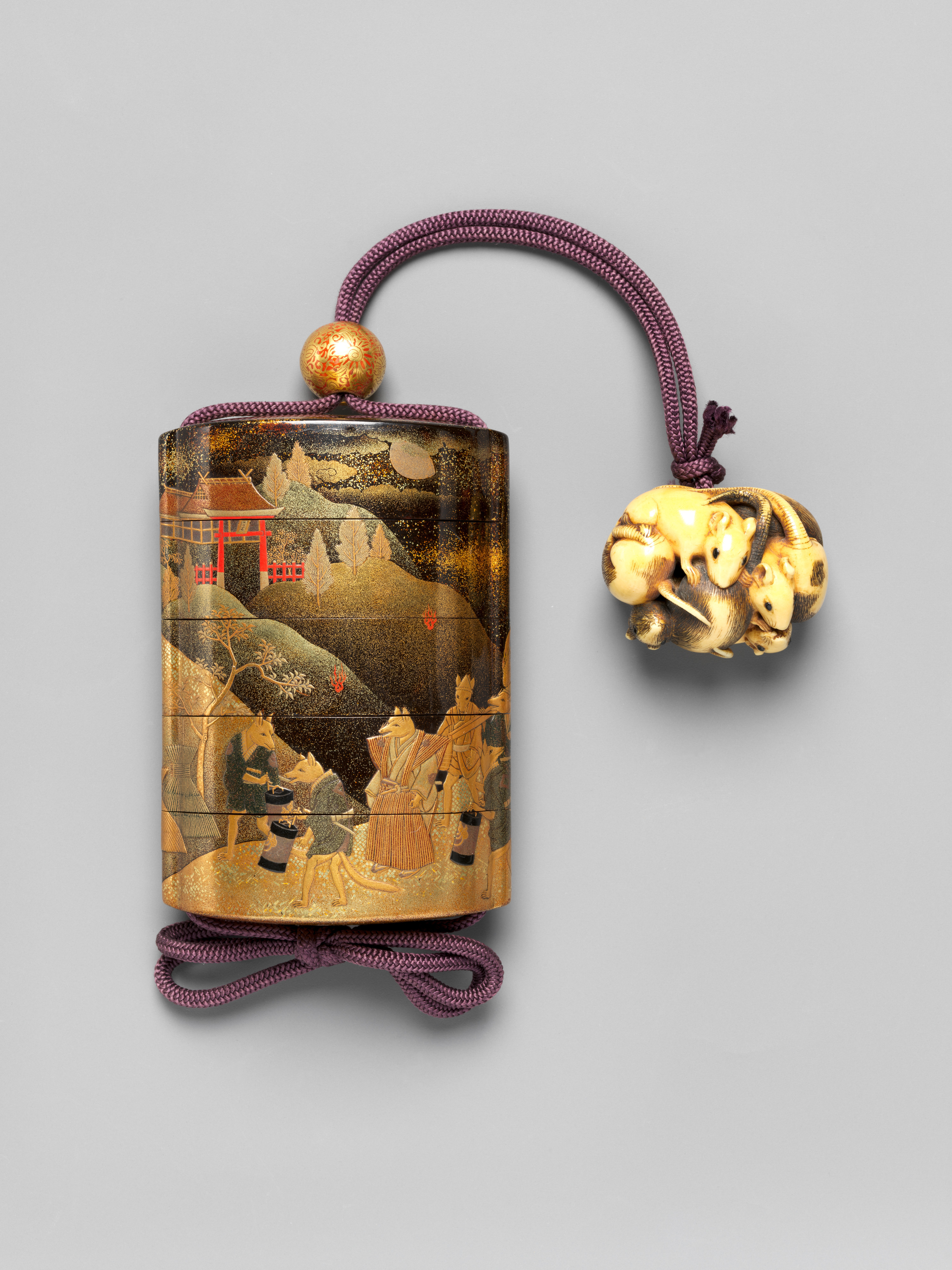
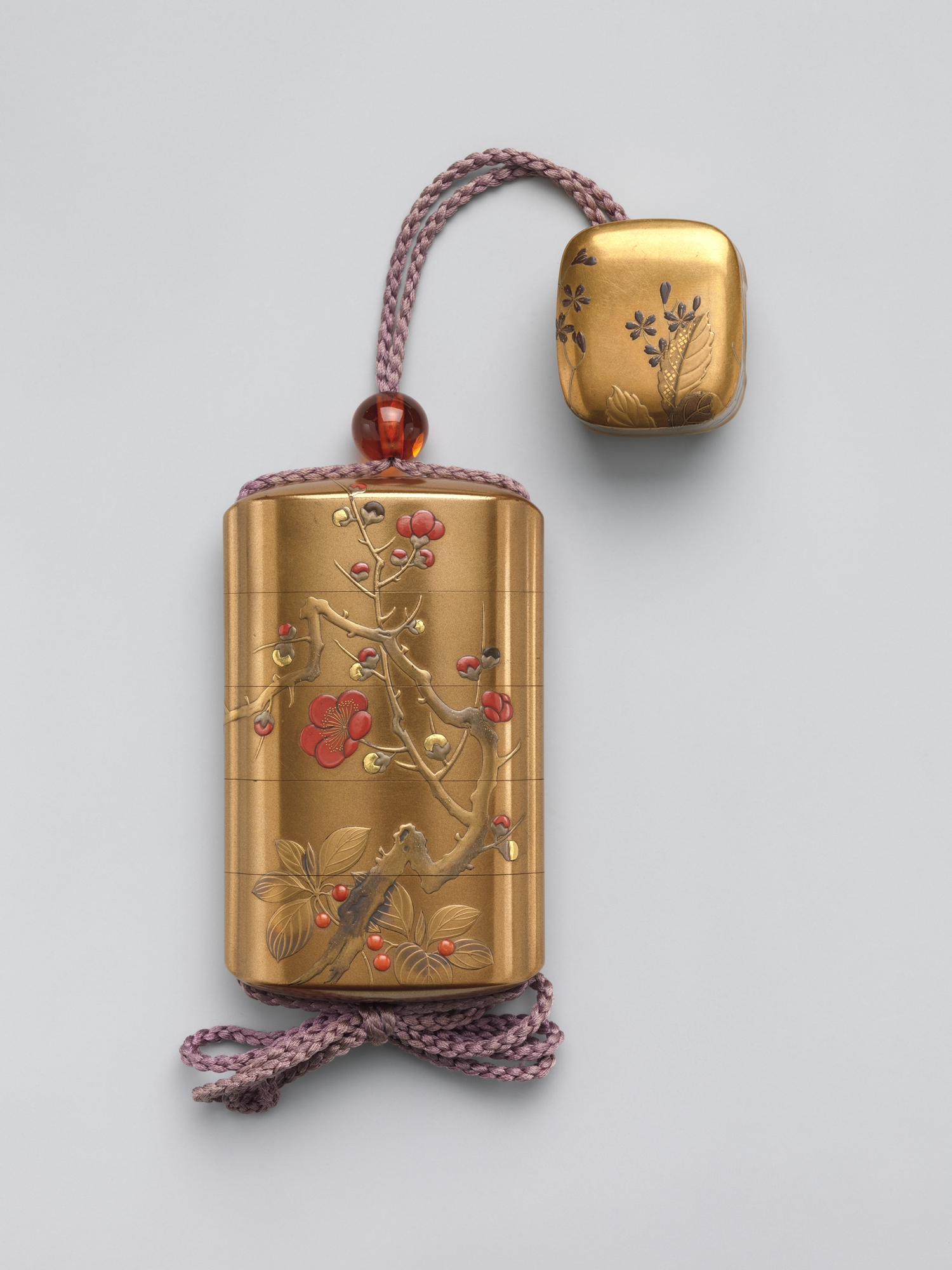
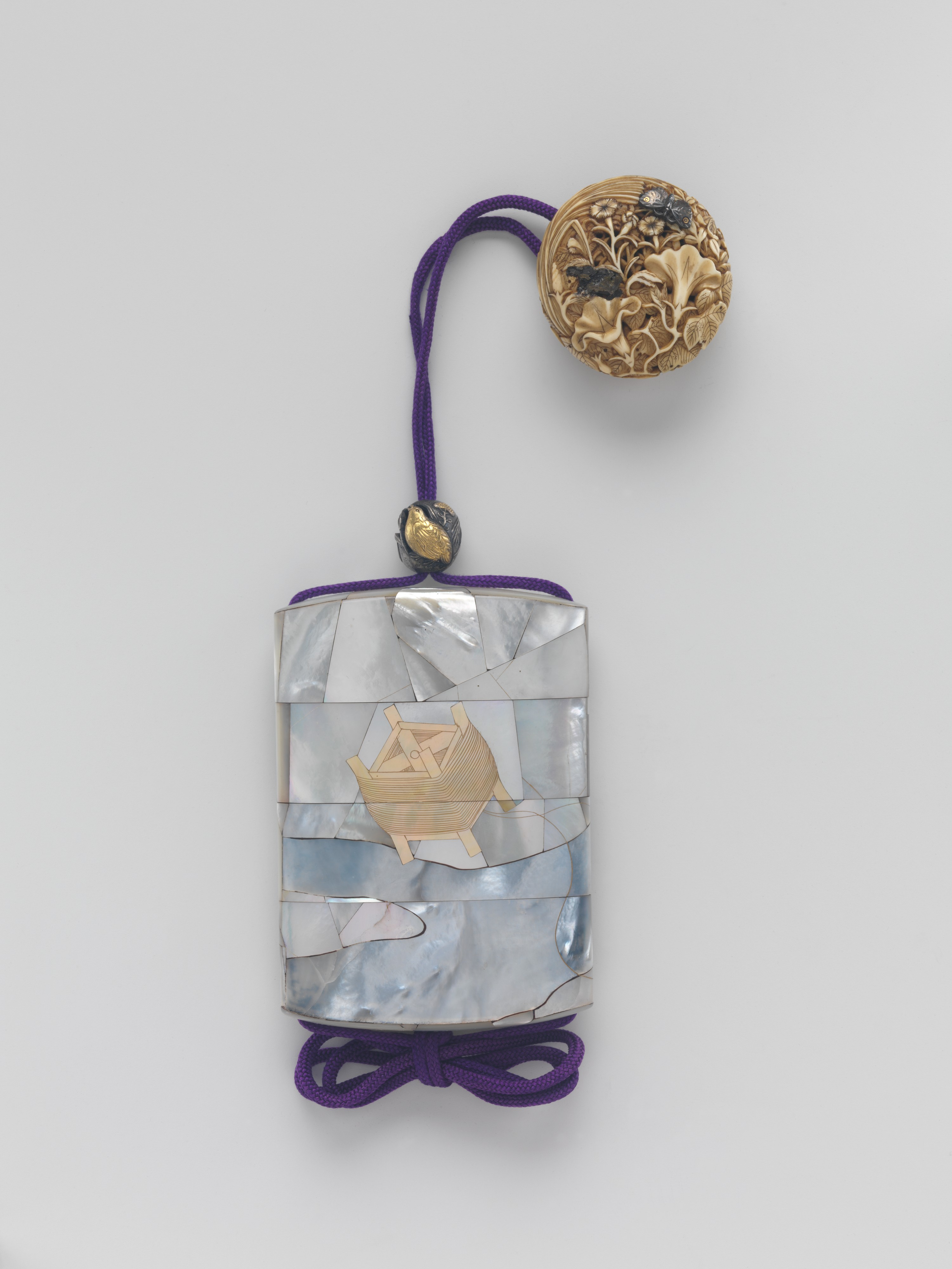
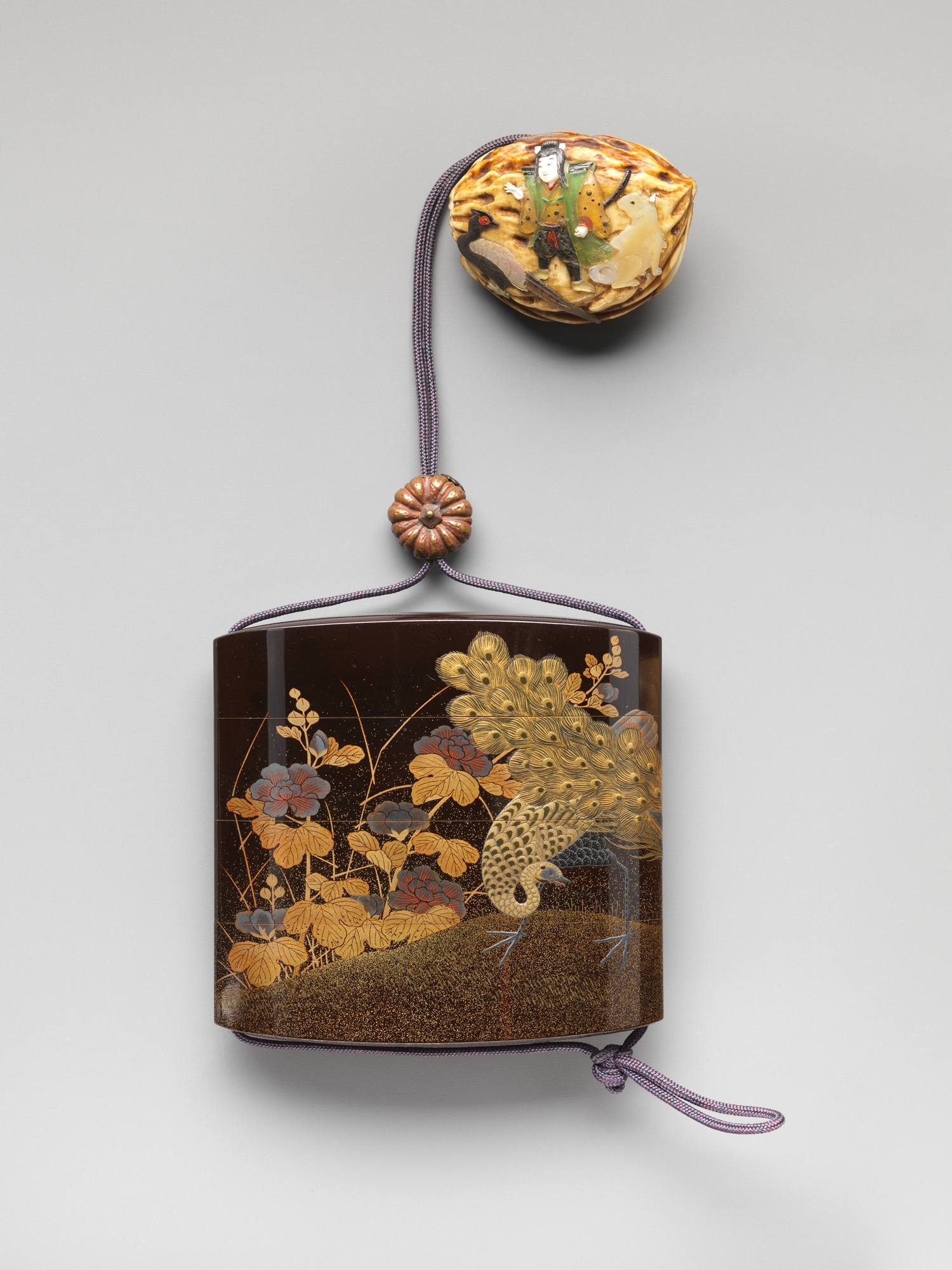
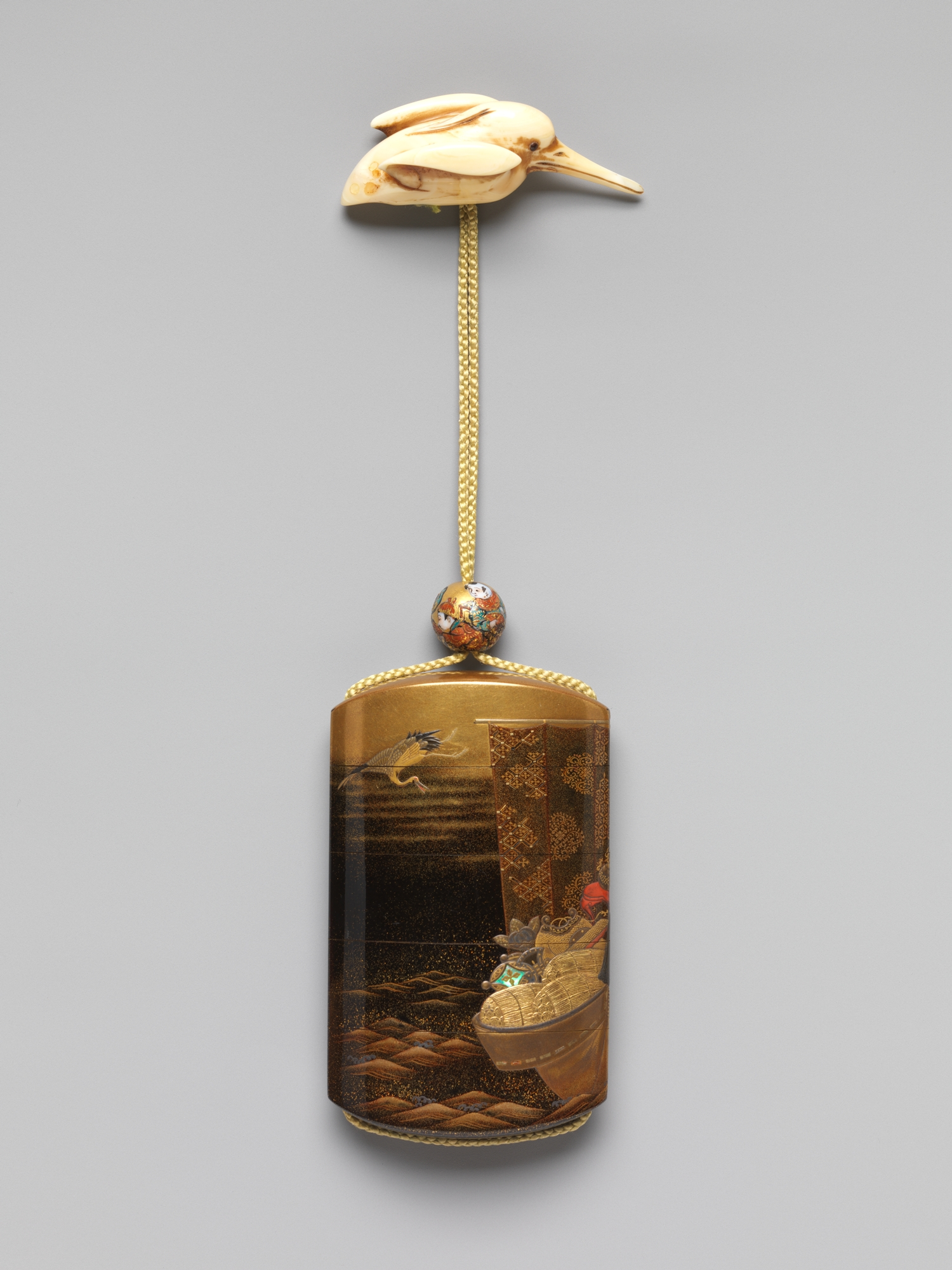
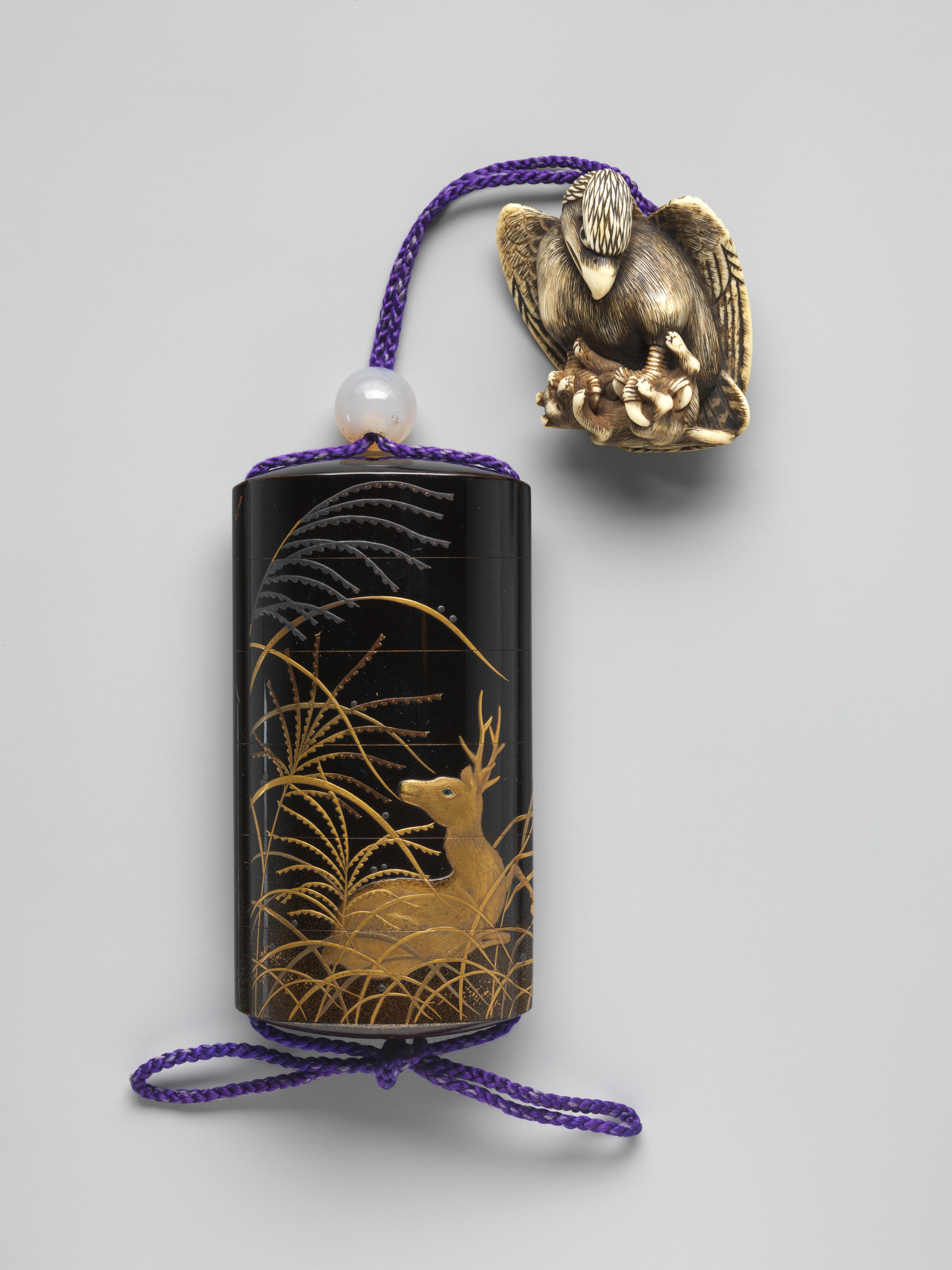
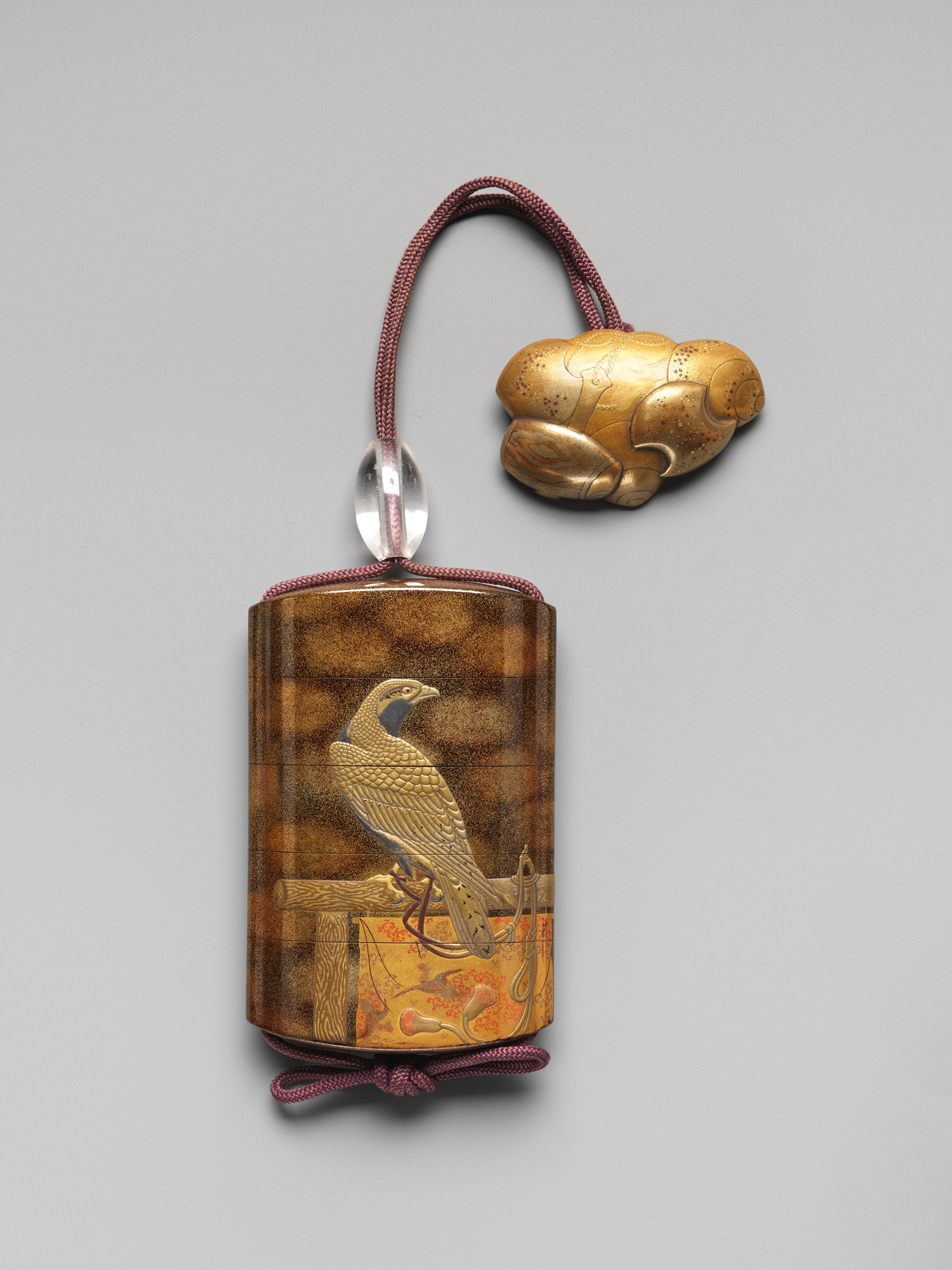
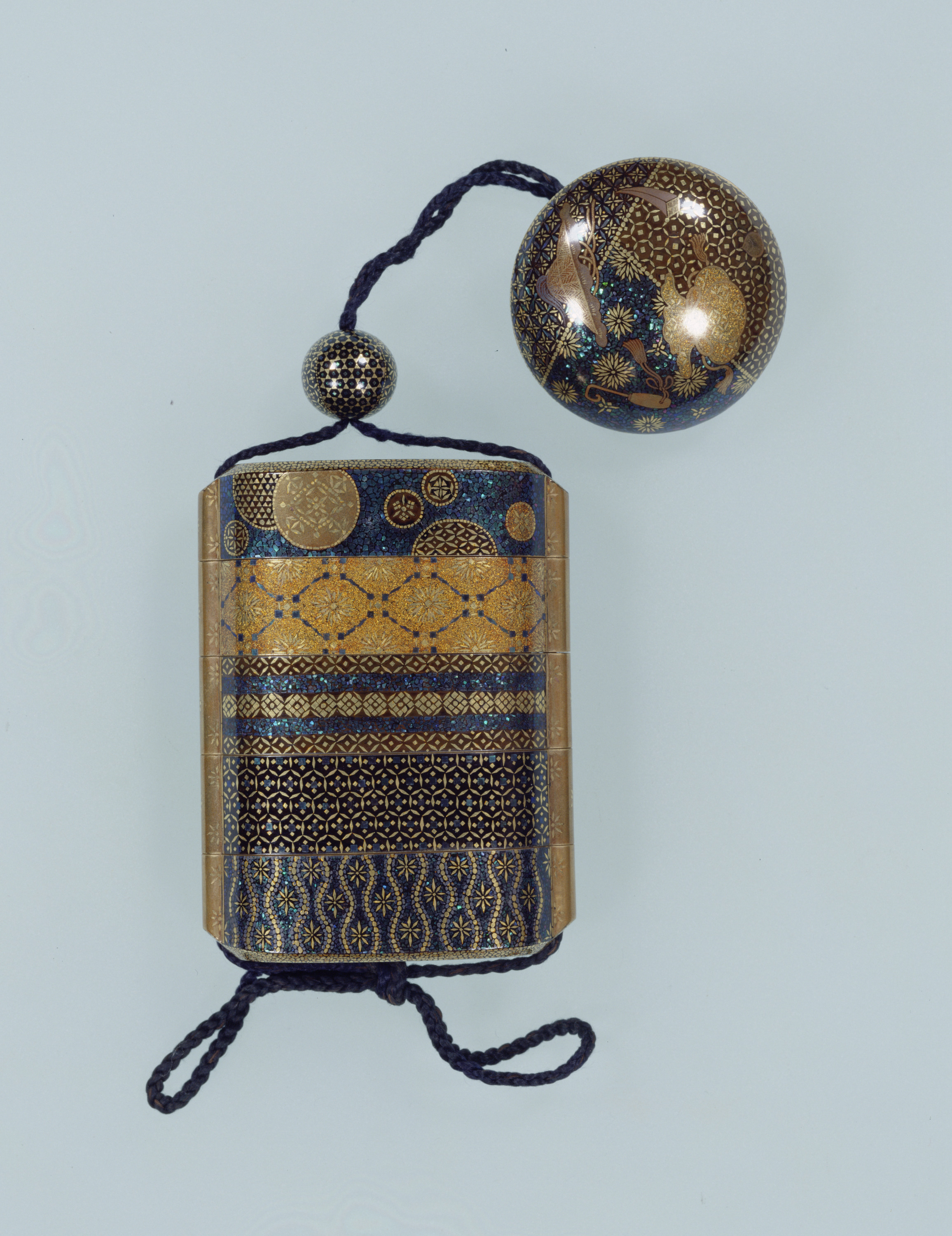
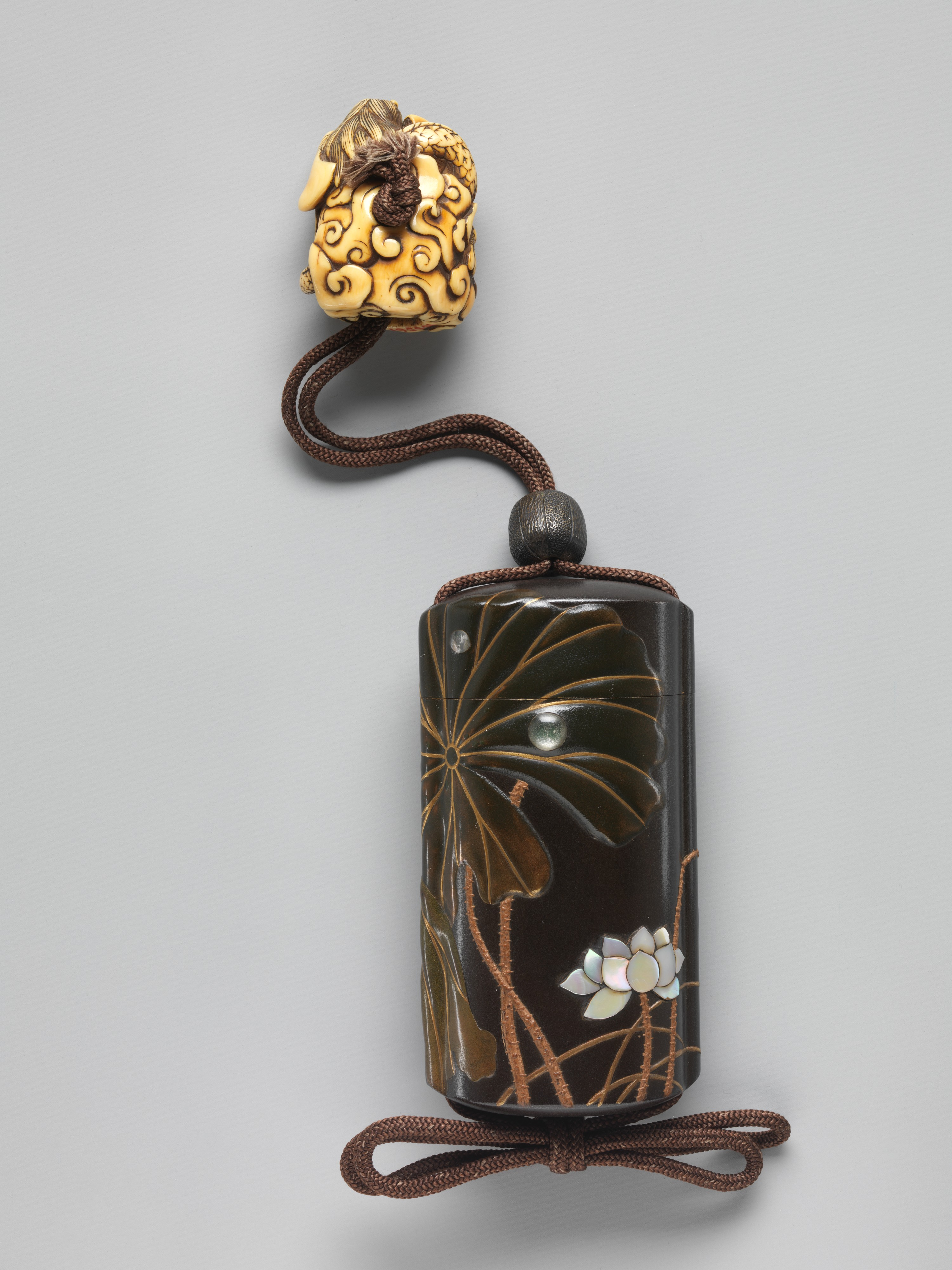
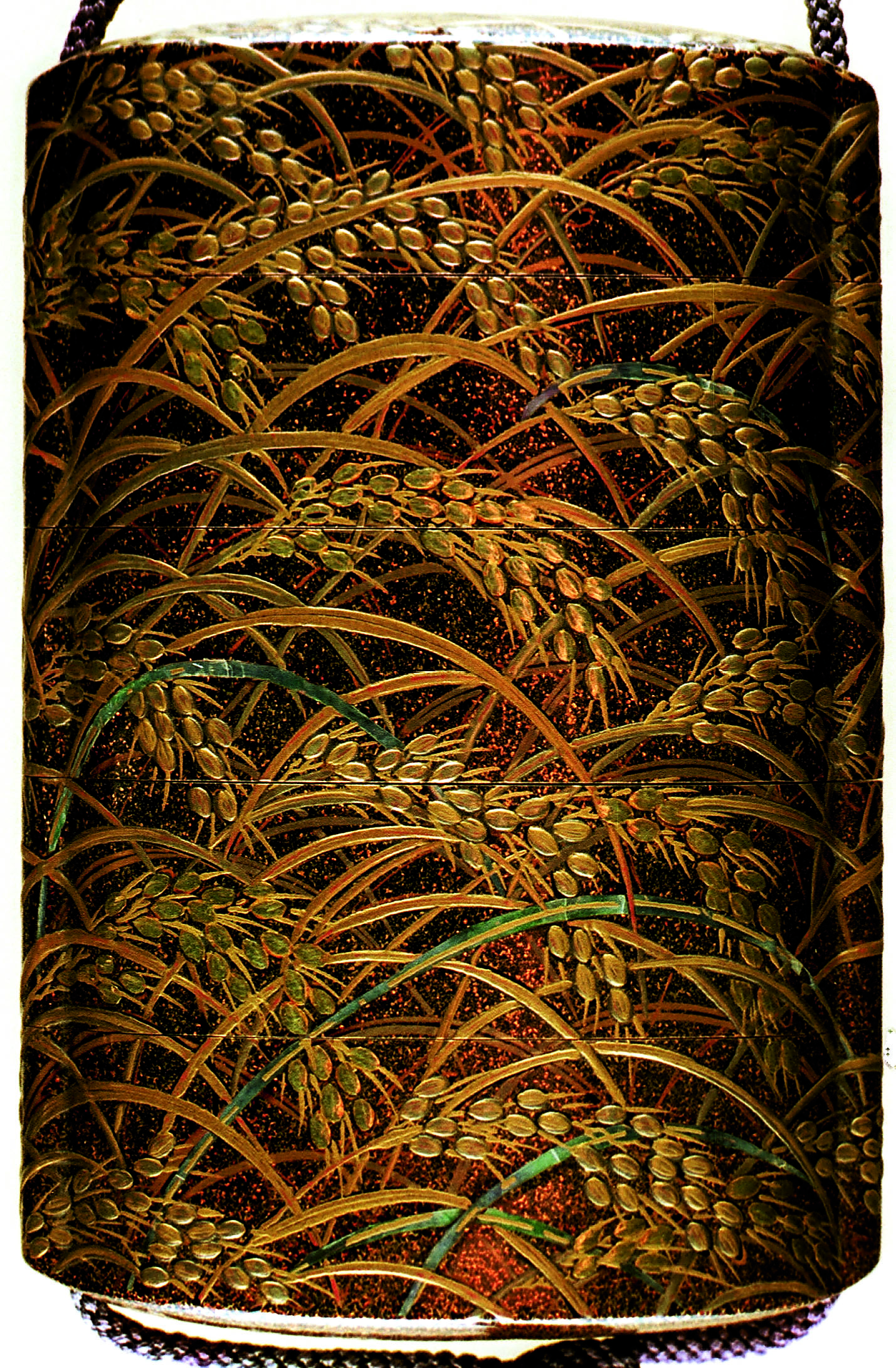

## Hình ảnh minh họa

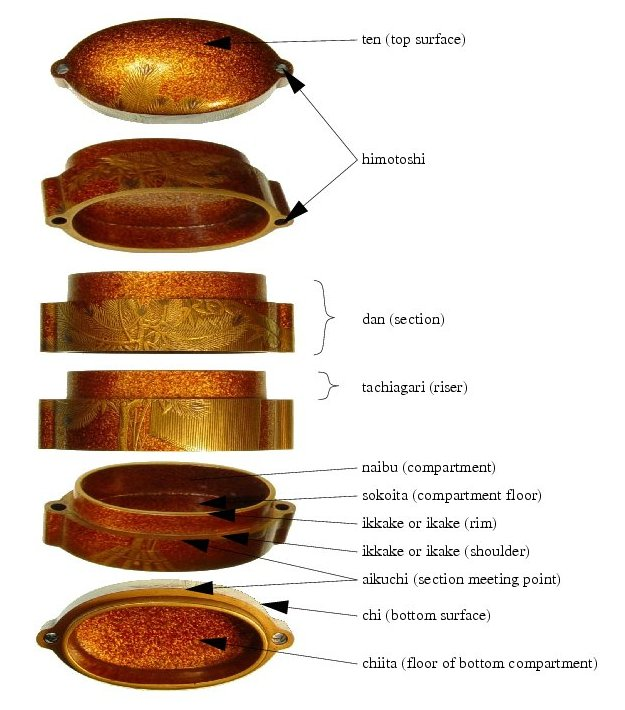
Các thành phần cấu tạo Inro.
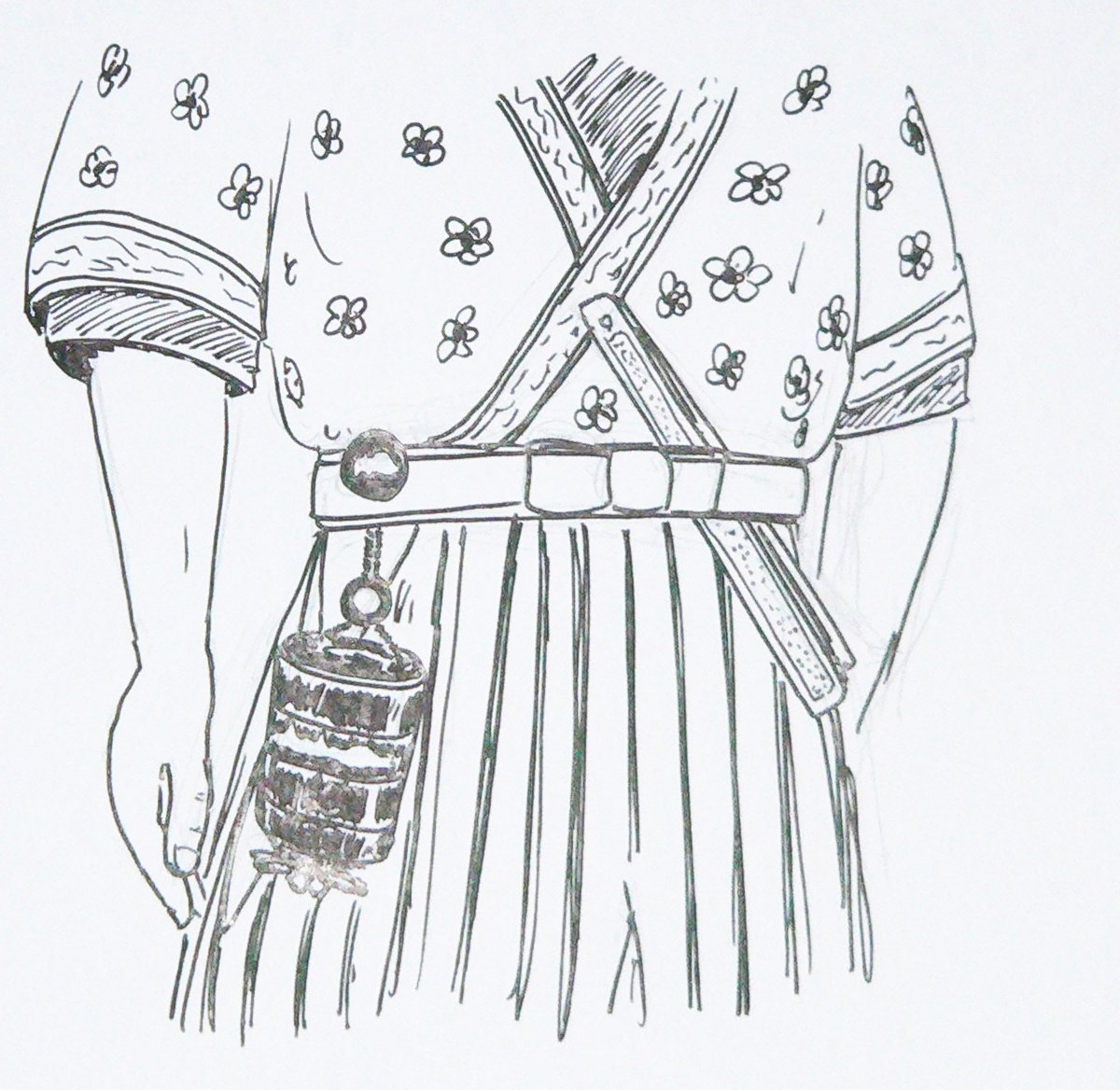
Inro được đeo cùng với Netsuke và Ojime
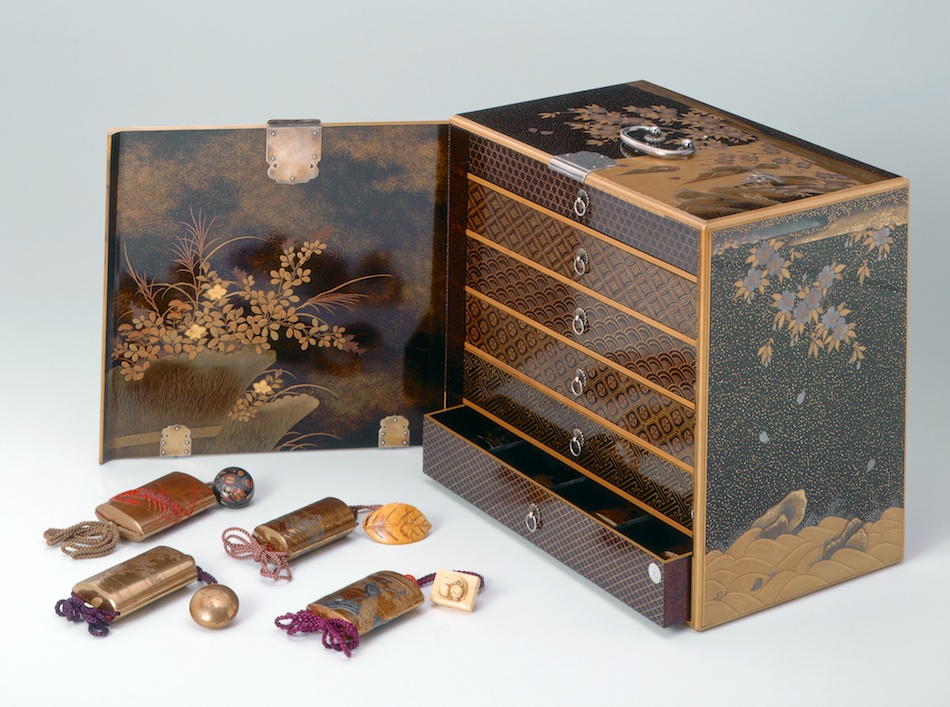
Tủ đựng Inro được trang trí theo phong cách sơn mài maki-e, vào thời Edo hoặc Minh Trị, thế kỷ 19.
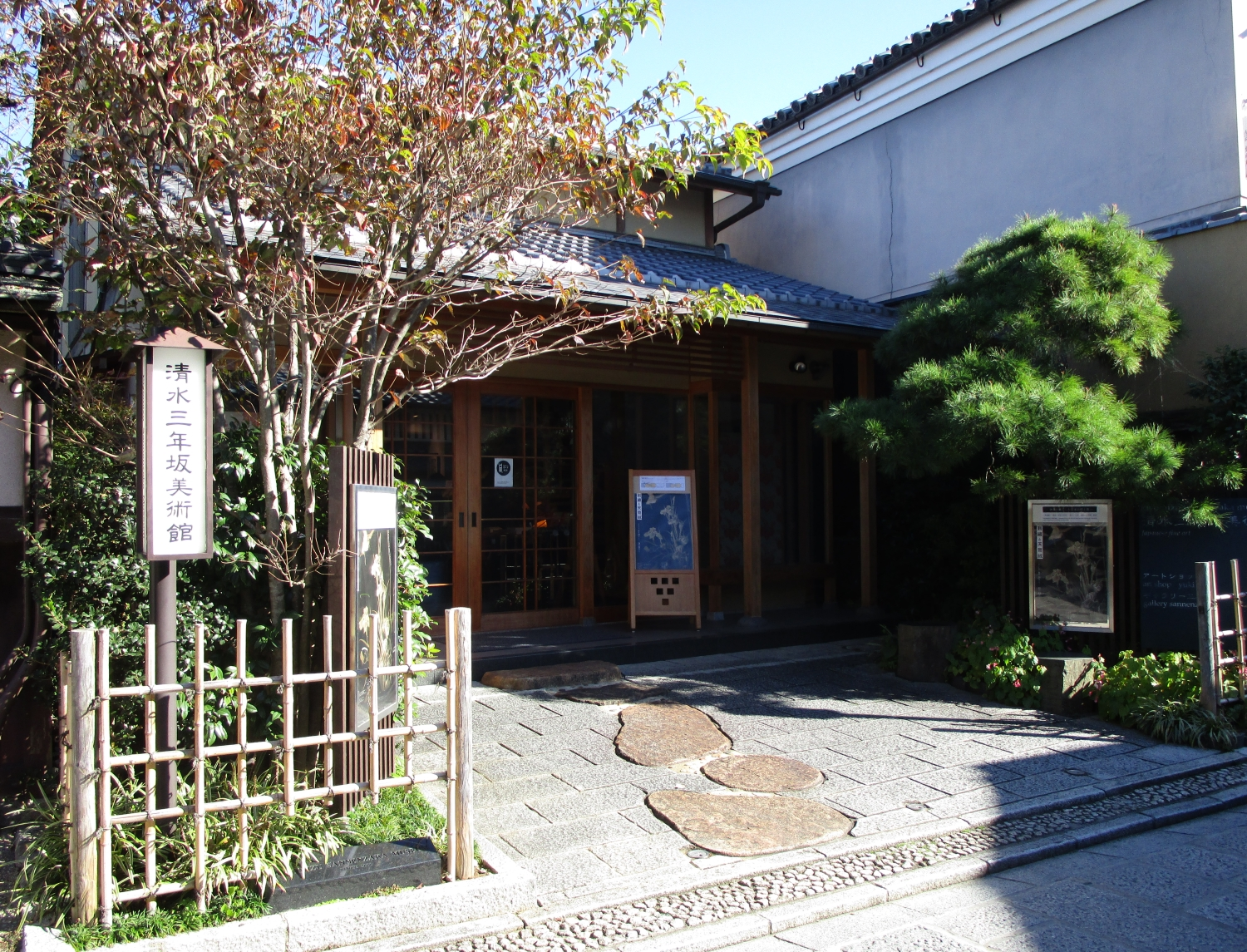
Bảo tàng Kiyomizu Sannenzaka.